# Speltach
Die Speltach ist ein kleiner Fluss im Landkreis Schwäbisch Hall im nordöstlichen Baden-Württemberg, der größtenteils auf dem Gebiet der Gemeinde Frankenhardt verläuft und beim Crailsheimer Stadtteil Jagstheim von links und etwa Westen in die obere Jagst mündet. Er ist zusammen mit seinem längsten Oberlauf etwas über 11 km lang und an seinem Einzugsgebiet gemessen deren größter linker Zufluss.
Die weite Aue des Flusses und seine offene Erosionsbucht bis an den Rand der umringenden Wälder werden Speltachgrund genannt.

## Name
Der Name tritt als Ortsname erstmals im Jahr 1162 (Spelte) schriftlich in Erscheinung. Die ursprüngliche Endung -aha bezeichnete im Althochdeutschen ein Fließgewässer. Das Bestimmungswort leitet sich vom germanischen Wort *spelda mit der Bedeutung „Brett“ ab und bezog sich wohl auf eine lenkende Einrichtung im Wasser.

## Geographie

### Oberläufe
Die Speltach entsteht, nach der lokalen topographischen Karte wie nach Auskunft Einheimischer, aus dem Zusammenfluss seiner Oberläufe Buchbach und Lanzenbach am südlichen Rand des Dorfes Oberspeltach auf etwa 422 m ü. NHN. Die längsten Stränge der Quellbäche, die aber teils nur intermittierend wasserführende Abschnitte haben, sind knapp 4,5 km lang und entspringen in 450–475 m Höhe.

#### Buchbach
Der rechte Oberlauf Buchbach entspringt am Nordostabhang Kohlsteige des Hackenbergs, ca. 0,6 km nordwestlich von Frankenhardt-Steinehaig an der Grenze zum Stadtgebiet von Vellberg. Er fließt recht beständig nach Osten, nimmt zu Füßen des Weilers Waldbuch einen fast gleich langen südwestlichen, kurz danach am Bonolzhof einen etwas kürzeren nordwestlichen Zweig auf und erreicht nach etwa 4,3 km den Zusammenfluss mit dem fast gleich langen Lanzenbach, der aus Nordwesten kommt.

#### Lanzenbach
Der Lanzenbach entsteht in einer Flurbucht der Waldgemarkung des Vellberger Stadtteils Großaltdorf südlich von dessen Weiler Lorenzenzimmern und westlich des Burgbergs, der höchsten Erhebung in der Umgegend. Er fließt anfangs östlich durch den Wald, später südöstlich in einer offenen Talmulde bis nach Oberspeltach, durchquert diesen einzigen Ort am Lauf und läuft dann am Südrand des Dorfes nach etwa 4,5 km mit dem Buchbach zusammen.

### Verlauf
Die dort auf etwa 422 m ü. NHN entstandene Speltach fließt dann von Oberspeltach ab über etwa 7 km in durchwegs südöstlicher bis östlicher Richtung mit wenig Gefälle durch eine auffällig breite, flache und fast siedlungsfreie Aue, in der ihr neben kleineren Zuflüssen von rechts der Betzenbach zuläuft, wonach sie von der L 1066 gequert wird. Etwas erhöht über der Aue liegt an deren linkem Rand der kleine Weiler Fichtenhaus. Nach der Straßenbrücke mündet bald von links und gegenüber dem Gründischen Brunnen der Hörlesbach, dann von rechts der Stettbach, der längste und einzugsgebietsreichste Nebenfluss.
Nach zwei sehr kurzen Zuflüssen beim Weiler Unterspeltach, dessen Siedlungsausläufer bis ans Gewässer reichen, mündet noch der mäßig lange  Scheidklingenbach von links entlang der Grenze zur Stadt Crailsheim, in dessen Jagstheimer Stadtteilgemarkung der Fluss nun einfließt. Wieder lange siedlungsfrei und nurmehr von kurzen Entwässerungsgraben aus der Aue zeitweilig gespeist, erreicht der kleine Fluss den Nordrand des Dorfes Jagstheim, unterquert dort die B 290 und gleich darauf die von Ellwangen an der obersten Jagst kommende, dieser nach Crailsheim folgende Obere Jagstbahn und mündet dann auf 403,9 m ü. NHN von links und Westen in die dort geschlungen und träge fließende obere Jagst.
Die selbst begradigt, teils grabenartig verlaufende Speltach mündet nach einem, ab dem Zusammenfluss ihrer Oberläufe gerechnet, etwa 6,9 km langen Lauf mit mittleren Sohlgefälle von etwa 2,6 ‰ nur etwa 18 Höhenmeter tiefer. Mit ihren beiden Oberläufen ist sie 11,3 bzw. 11,2 km lang.

### Einzugsgebiet
Das Einzugsgebiet der Speltach umfasst etwa 37 km². Es erstreckt sich rechtsseitig gegen Bühler und Steinbach zu weiter als linksseitig gegen die aufnehmende Jagst. Es umfasst einen großen Teil der Gemeinde Frankenhardt, dazu im Westen kleine Zwickel Vellberger Gemarkung. Im Norden liegt die Wasserscheide teilweise ein wenig nördlich der Gemeindegrenze zu Crailsheim, im Unterlauf im Osten treten Fluss und Tal etwa 2 km vor Jagstheim ganz auf Crailsheimer Gebiet über. Das Einzugsgebiet hat ungefähr die Gestalt eines 7 km × 5 km großen, Nordwest–Südost ausgerichteten Rechtecks, dessen östliche Spitze man weiter herausgezerrt hätte.
Im Norden und Nordosten konkurriert der Jagst-Nebenfluss Maulach mit der Speltach, im Südosten um Honhardt meist der Jagst-Nebenfluss Steinbach. Weiter westlich erklimmt die Wasserscheide für ein kurzes Stück um Vorderuhlberg die Stufenkante zum Stubensandstein, hier konkurriert im Süden der Kocher-Zufluss Blinde Rot. Anschließend an der Südwest- und Westseite sind es nacheinander die Bühler-Zuflüsse Nesselbach und (Schneckenweiler!) Lanzenbach. Von West bis Nord ist es schließlich der Aalenbach, der ebenfalls zur Bühler entwässert.
Das Einzugsgebiet wird naturräumlich zum Unterraum Burgberg-Vorhöhen und Speltachbucht der Schwäbisch-Fränkischen Waldberge gezählt, dessen größten Teil es selbst umfasst.

### Zuflüsse
Der Speltach fließen vom Ursprung bis zur Mündung nacheinander die folgenden Gewässer zu. Außer der hier gebotenen Auswahl gibt es noch einige kurze Auengräben mit überwiegend unbeständigem Abfluss. Für Nachweise zu den Angaben siehe den Hauptartikel oder den jeweiligen Artikel.
| Name              | GKZ       | Seite      | Stat. m | Länge km | EZG km²  | Mündung Ort                    | m ü. NHN | Ursprung Ort                    | m ü. NHN |
| ----------------- | --------- | ---------- | ------- | -------- | -------- | ------------------------------ | -------- | ------------------------------- | -------- |
| Buchbach          | 238816-00 | rechter OL | 6.948   | ca. 4,3  | ca. 06,7 | b. Oberspeltach                | 422,0    | ⊙ b. Steinehaig                 | 473,0    |
| Lanzenbach        | 238816-20 | linker OL  | 6.948   | ca. 4,4  | ca. 06,7 | b. Oberspeltach                | 422,0    | ⊙ Strüt b. Lorenzenzimmern      | 457,0    |
| Gronbach          | 238816-32 | links      | 6.219   | ca. 1,0  | ca. 00,5 | ⊙ n. Oberspeltach              | 419,2    | ⊙ Hörle b. Oberspeltach         | 453,0    |
| Breitbach         | 238816-34 | links      | 6.057   | ca. 1,0  | ca. 00,2 | ⊙ Breite n. Oberspeltach       | 419,0    | ⊙ Hörle b. Oberspeltach         | 456,0    |
| Kirchbergbach     | 238816-36 | rechts     | 6.035   | ca. 0,9  | ca. 00,3 | ⊙ Ob. Speltachwiesen           | 418,0    | ⊙ Kirchberg b. Banzenweiler     | 442,0    |
| Betzenbach        | 238816-40 | rechts     | 5.385   | ca. 4,5  | ca. 05,2 | ⊙ ggü. Fichtenhaus             | 417,0    | ⊙ b. Spaichbühl                 | 467,0    |
| Hörlesbach        | 238816-52 | links      | 4.874   | ca. 2,2  | ca. 01,5 | ⊙ n. Fichtenhaus               | 416,0    | ⊙ Hörle b. Fichtenhaus          | 448,3    |
| Stettbach         | 238816-60 | rechts     | 4.392   | ca. 4,9  | ca. 08,4 | ⊙ v. Unterspeltach             | 416,0    | ⊙ Mörder b. Birkhof             | 474,0    |
| Schmindbach       | 238816-92 | rechts     | 3.527   | ca. 0,8  | ca. 00,8 | ⊙ b. Unterspeltach             | 413,0    | ⊙ Schmindhalde b. Unterspeltach | 430,0    |
| Hofbach           | 238816-94 | rechts     | 3.022   | ca. 0,8  | ca. 00,2 | ⊙ n. Unterspeltach             | 412,0    | ⊙ Schwabenberg b. Unterspeltach | 463,0    |
| Scheidklingenbach | 238816-96 | links      | 2.442   | ca. 1,5  | ca. 01,1 | ⊙ Niederhofen b. Unterspeltach | 411,0    | ⊙ Scheidklinge b. Unterspeltach | 433,0    |
| Speltach          | 238816-99 | n. a.      | 0.000   | ca. 6,9  | ca. 37,4 | ⊙ b. Jagstheim                 | 403,9    | ⊙ b. Oberspeltach               | 422,0    |

1. ↑  Betzenbach mitsamt dominantem Oberlauf Taubbach und dessen Ursprung.
2. ↑  Speltach mit Länge ohne Oberlauf.

### Anrainer
Die Speltach ist begradigt, größtenteils auch ihre Quell- und Nebenbäche in Bereichen, wo flache Wiesen ihre Talbetten einnehmen. Die Aue der Speltach durchziehen häufig schnurgerade Entwässerungsgräben. Neben dem Fluss in flachem Auebereichen liegt das Dorf Oberspeltach, der Weiler Fichtenhaus etwas erhöht am linken Auenrand, der Weiler Unterspeltach zwischen Ufer und rechtem Hangfuß. Jagstheim, ein Ortsteil von Crailsheim und die einzige nicht zur Gemeinde Frankenhardt gehörige Siedlungsstätte im Einzugsbereich, liegt am unteren Hang über dem Mündungsdreieck. Die unmittelbare Uferlage ist also nur selten besiedelt. Weitere Orte liegen an oder in den Tälern des westlichen Quellbaches Buchbach (Steinehaig, Waldbuch, Bonolzenhof) bzw. der südlichen Zuflüsse (Banzenweiler, Gründelhardt, Brunzenberg, Birkhof, Hellmannshofen, Reishof, Altenfelden, Stetten); den westlichen bzw. südlichen Rand des Einzugsgebietes säumen Spaichbühl und Vorderuhlberg.
Die Zahl der Bewohner des gesamten Gebietes liegt unter 5000.
Am Unterlauf bedecken vereinzelt Heiden die Speltachhänge.

## Geologie
Die Speltach und ihre Nebenflüsse verlaufen zur Gänze im Keuper, größtenteils im Gipskeuper. Der bergige Rand des Einzugsgebietes ist zumeist von Wald bedeckt, von der Speltachmündung im Osten bis zum Norden zeigt er die Gestalt eines kaum je über 470 m ü. NHN herausragenden Kammes schwankender Höhe, erreicht im Norden auf dem Burgberg einmalig eine Höhe von 534 m ü. NHN, die westlichen bis südöstlichen Abschnitte reichen dagegen nirgends über 515 m ü. NHN hinaus (Hackenberg, Hahnenberg, Mörder, Vorderuhlberg, Schwindhalde). Die tieferen zentralen Bereiche über den Talsohlen, fast gänzlich waldfrei, sind geprägt von großen Verebnungsflächen über der erosionsresistenten Corbula-Bank des Gipskeupers, auf denen Ackerbau betrieben wird. Sie zeigen zuweilen eine ausgeprägte Schichtkante zu den flachen, weiten Talauen, in denen Wiesen das Bild dominieren.

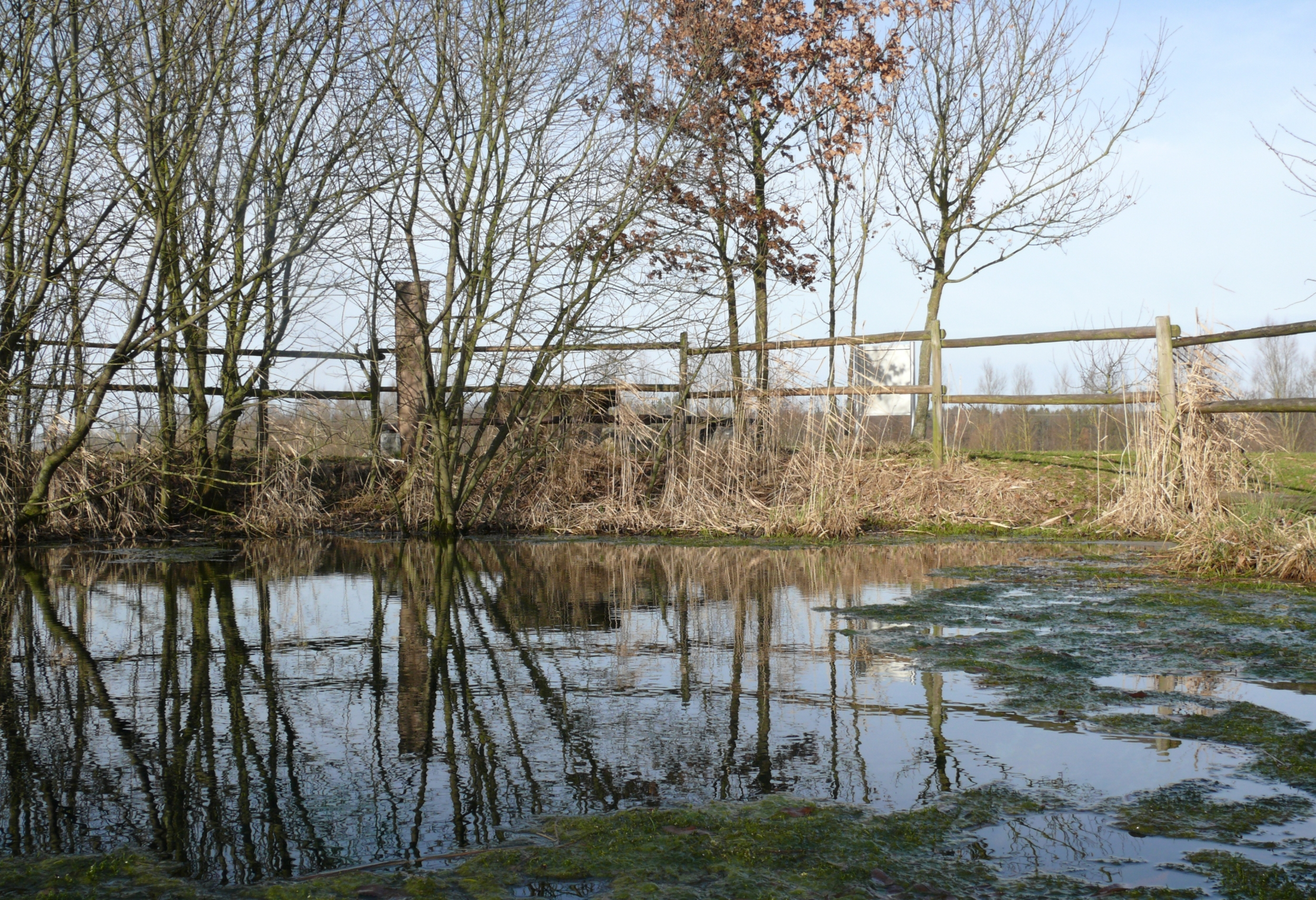
Der Gründische Brunnen bei Unterspeltach

Ungefähr auf der Linie Hahnenberg–Gründelhardt–Stettbachmündung quert die Neckar-Jagst-Furche die Speltach, in dieser tektonischen Muldenlage zeigt wenig nordwestlich von Gründelhardt die über 500 m ü. NHN hohe, auffällige Erhebung Nonnenkappel Reliefumkehr an. In der Nähe der Stettbachmündung lag bis ins 20. Jahrhundert ein Bitterwasserbrunnen („Gründischer Brunnen“), der sich aus dem Talgrundwasser speiste und später verfüllt wurde, nachdem das Wasser an anderer Stelle zum Vorschein kam. Während der 1970er Jahre ließ auch die Schüttung dieser Quelle nach und in einer anderen Quelle in der Nähe stieg die Schüttung an. In den 1990er Jahren wurde im Rahmen der Flurbereinigung die Quelle und deren unmittelbare Umgebung neu gestaltet; es ist ein breiter, kegelförmig ausgebaggerter Quelltümpel mit auffällig starker Schüttung.

## Schutzgebiete
Im Südwesten des Einzugsgebiets gibt es ein Wasserschutzgebiet um den oberen Madenbach und den oberen Brunnenbach, zwei höhere Zuflüsse des Stettbachs bei Gründelhardt. Es gibt drei recht kleine Landschaftsschutzgebiete, das nördlichste schützt die zumeist in einer Flurlichtung liegende Umgebung des Burgbergs mit seiner vorgeschichtlichen Wallanlage; der Rote Berg innerhalb der heutigen Ortskontur Gründelhardts umfasst alte Obstwiesen um eine tektonisch verursachte Geländekuppe; das Hölzle am rechten Hang des Unterlaufs ist ein Eichenhain. An verschiedenen Stellen sind Hutewaldreste und Heiden als Naturdenkmäler ausgewiesen.

### LUBW
Amtliche Online-Gewässerkarte mit passendem Ausschnitt und den hier benutzten Layern: Lauf und Einzugsgebiet der Speltach

Allgemeiner Einstieg ohne Voreinstellungen und Layer: Daten- und Kartendienst der Landesanstalt für Umwelt Baden-Württemberg (LUBW) (Hinweise)
1. 1 2  Höhe nach grauer Beschriftung auf dem Hintergrundlayer Topographische Karte.
2. 1 2 3  Länge nach dem Layer Gewässernetz (AWGN).
3. ↑  Einzugsgebiet aufsummiert aus den Teileinzugsgebieten nach dem Layer Basiseinzugsgebiet (AWGN).
4. ↑  Schutzgebiete nach den einschlägigen Layern, Natur teilweise nach dem Layer Biotop.

### Andere Belege
1. ↑  Hochwasservorhersagezentrale, Landesanstalt für Umwelt Baden-Württemberg Übernommen am 24.05.2017
2. ↑  Albrecht Greule: Deutsches Gewässernamenbuch. Walter de Gruyter, Berlin / Boston 2014, ISBN 978-3-11-057891-1, S. 508, „Speltach“ (Auszug in der Google-Buchsuche).
3. ↑  Wolf-Dieter Sick: Geographische Landesaufnahme: Die naturräumlichen Einheiten auf Blatt 162 Rothenburg o. d. Tauber. Bundesanstalt für Landeskunde, Bad Godesberg 1962. → Online-Karte (PDF; 4,7 MB)